# Нэйхуан
Нэйхуа́н (кит. упр. 内黄, пиньинь Nèihuáng) — уезд городского округа Аньян провинции Хэнань (КНР). Название означает «с внутренней [северной] стороны от реки Хуанхэ».

## История
Уезд был создан при империи Хань в 198 году до н. э.
После победы в гражданской войне коммунистами была в августе 1949 года создана провинция Пинъюань, и уезд вошёл в состав созданного одновременно Специального района Пуян (濮阳专区) провинции Пинъюань. 30 ноября 1952 года провинция Пинъюань была расформирована, и Специальный район Пуян также был расформирован; уезд Нэйхуан вошёл в состав Специального района Аньян (安阳专区) провинции Хэнань. В 1958 году Специальный район Аньян был присоединён к Специальному району Синьсян (新乡专区), но в 1961 году был воссоздан. В 1968 году Специальный район Аньян был переименован в Округ Аньян (安阳地区). В 1983 году округ Аньян и город Аньян были расформированы, и были созданы городские округа Аньян и Пуян; уезд Нэйхуан оказался в составе городского округа Пуян. В 1986 году уезд был передан в состав городского округа Аньян.

## Административное деление
Уезд делится на 8 посёлков и 9 волостей.